# 3M

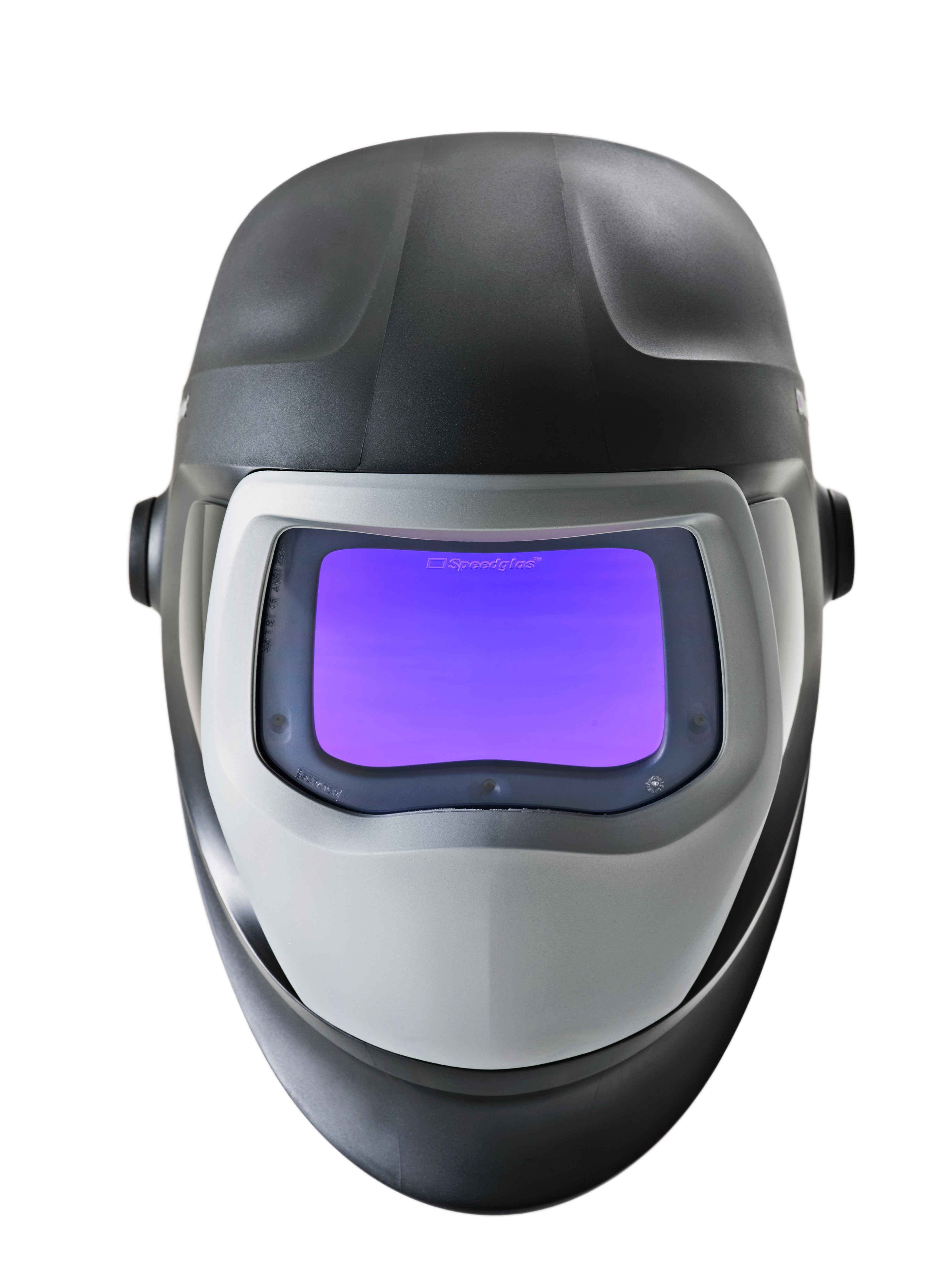
En 3M Speedglass svetshjälm, baserad på en uppfinning från 1976 av Åke Hörnell

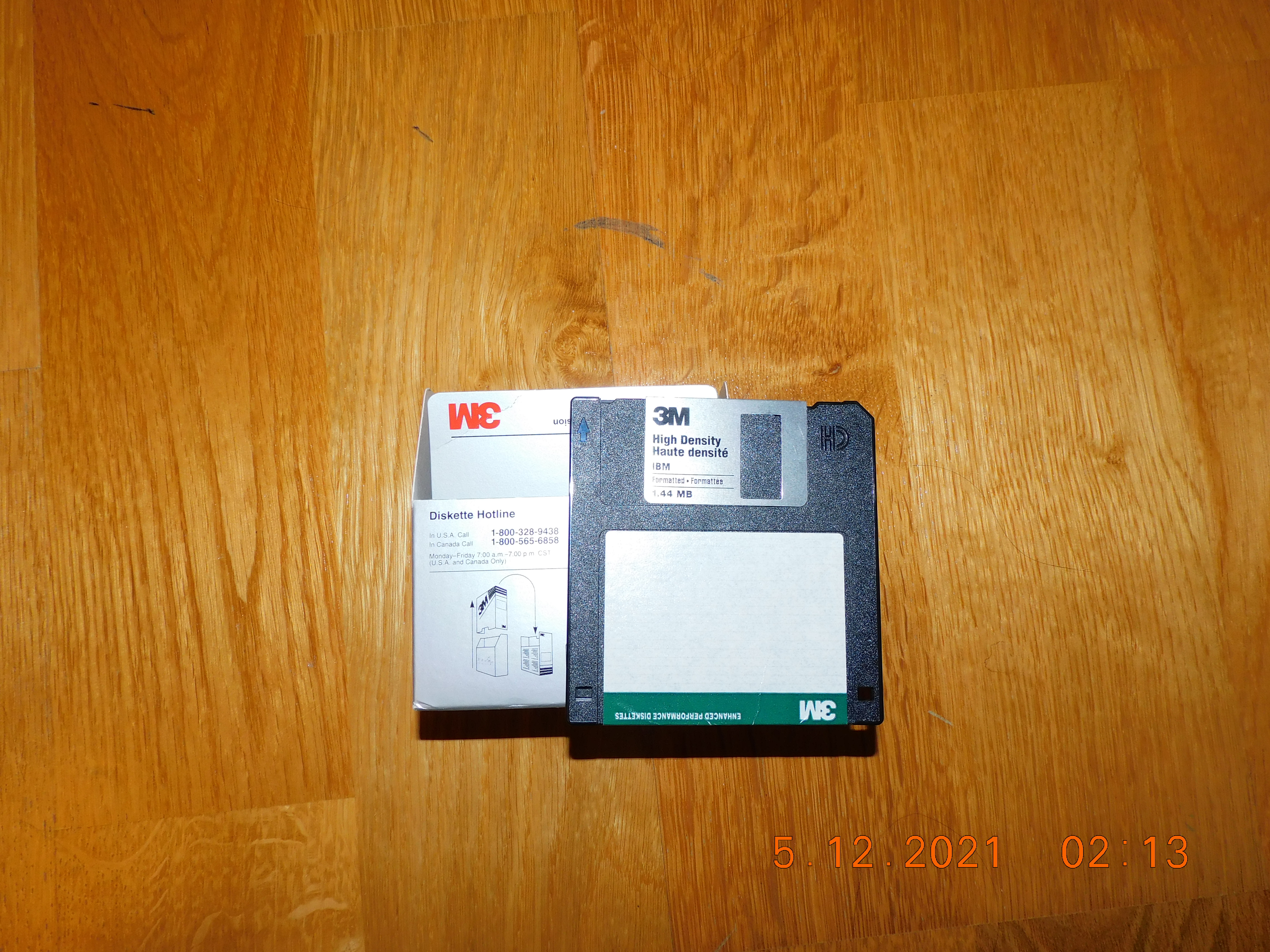
Disketter på 1,44 mb. Tillverkade av 3M

3M Company (Minnesota Mining and Manufacturing) är ett amerikanskt multinationellt konglomerat med huvudkontor i Maplewood i Minnesota.

## Historik
Företagets fem grundare enades år 1902 om att försöka utvinna mineralet korund i Minnesota. Det lyckades inte och företaget ändrade snart inriktning och började tillverka slippapper.
I början av 1920-talet introducerade företaget sin första framgångsrika produkt: världens första våtslippapper, som minskade problemen med slipdamm. Efter det började företaget växa tillsammans med bilindustrin. Ett viktigt genombrott kom 1925, då en ung laboratorieassistent, Richard Drew, uppfann maskeringstejp, som underlättar arbetet för billackerare. Maskeringstejpen blev den första i en lång rad av självhäftande tejper, som marknadsförs under varumärket Scotch. Under 1950-, 1960- och 1970-talen var märket Scotch också ett av de ledande fabrikaten för tonband för såväl rullbandspelare som kassettbandspelare. Bland kassettband tillverkade Scotch bland annat ett tvåskiktsband (Classic) med såväl järn- som kromlager.
År 2004 övertog 3M teknologin för automatiskt nedbländande svetshjälmar av typ Speedglass, baserat på en uppfinning från 1976 av Åke Hörnell och utvecklade av  det svenska företaget Hörnells International AB i Gagnef.

## 3M Svenska AB
3M Svenska AB är ett helägt försäljningsdotterbolag till 3M Company. 3M marknadsför omkring 8 000 produkter i Sverige av sammanlagt 50 000 marknadsförda i hela världen. 3M Svenska AB har 600 anställda och huvudkontor i Sollentuna.

## Produkter
- Post-It
- Scotch Tape
- Tegaderm
- Thinsulate
- Scotch-Brite
- Speedglass
- Peltor

## Affärsområden
3M tillverkar produkter inom följande områden:
- Grafiska och optiska system
- Elektro och telekommunikation
- Hälsovård
- Säkerhet, skydd och fastighetsunderhåll
- Fordonsindustri
- Industri och produktion
- Kontor
- Hem och fritid